# گمینا شادک
گمینا شادک (به لهستانی:  Gmina Szadek) یک گمینا در لهستان است که در شهرستان ازدونسکا وولا واقع شده‌است. گمینا شادک ۱۵۱٫۹۶ کیلومتر مربع مساحت و ۷٬۳۵۰ نفر جمعیت دارد.